# Capella de la Ciutadella
La Capella de la Ciutadella és un temple parroquial castrense situat al Parc de la Ciutadella de Barcelona, catalogat com a bé cultural d'interès nacional.

## Descripció
D'una sola nau, té un absis semicircular, transsepte i cúpula ovalada sobre el creuer. Té un absis semicircular que utilitza un cos cilíndric adossat, forma que no es coneixia a la Península, com també la col·locació de la torre del campanar a l'extrem longitudinal, era poc habitual. Inicialment l'església formava una illa juntament amb la capella, un pavelló annex de dos pisos, un fossar darrere l'absis i un espai de cementiri.

## Història

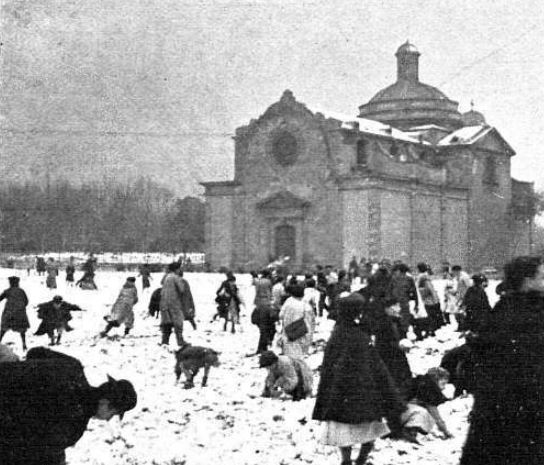
Any 1906

Es troba al vèrtex sud de la plaça d'armes de la Fortalesa de la Ciutadella, construïda entre el 1717 i el 1748 sota la direcció de l'enginyer militar flamenc Joris Prosper van Verboom.
Després de l'Exposició Universal de 1888, es van enderrocar els pavellons laterals, el mur que tancava l'illa i es van tapiar els espais entre els contraforts.